# Stimolante

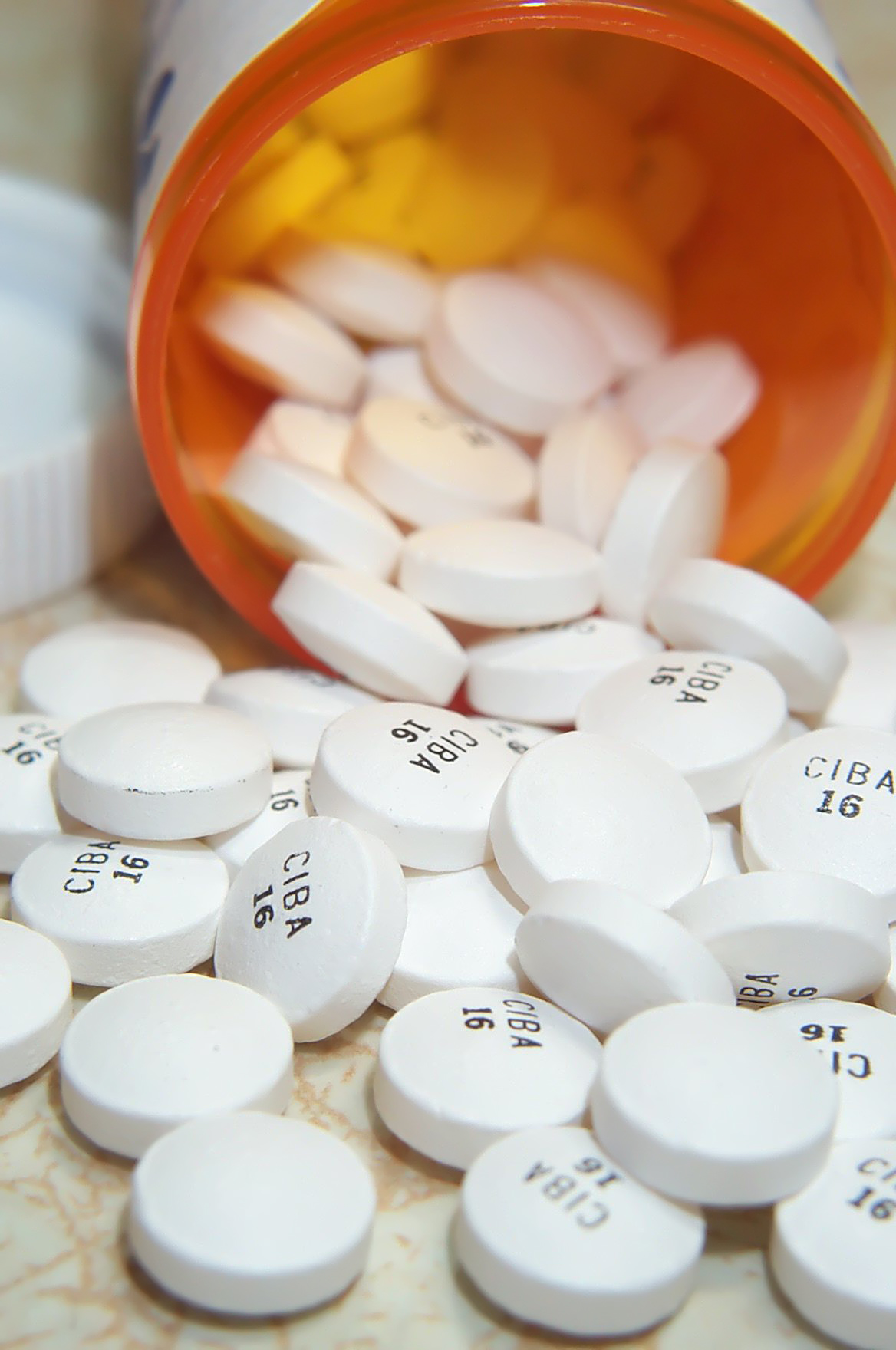
Ritalin Psicostimolante a base di Metilfenidato

Uno stimolante è una sostanza psicoattiva che ha un effetto stimolante sull'organismo. Il termine stimolante deriva dal latino stimulare ("stimolare"). L'Organizzazione Mondiale della Sanità definisce gli stimolanti come sostanze che aumentano, accelerano o migliorano l'attività dei nervi.
Fanno parte di questa categoria le sostanze in grado di esercitare azione stimolante sul sistema nervoso centrale, alcune adoperate a scopi terapeutici.
La classe degli stimolanti è piuttosto vasta e include sostanze diverse per tipi di effetti, accomunate dal fatto di aumentare la permanenza in circolo di qualche neurotrasmettitore (in particolare della dopamina) in modo tale da aumentare le prestazioni psicofisiche e alcune funzioni biologiche. Generalmente hanno effetti di vasocostrizione e tendono a produrre un innalzamento della pressione sanguigna, del polso e/o della respirazione, eventualmente anche delle capacità di attenzione e/o della reattività emotiva o della percezione. Sono incluse in questo gruppo sostanze di uso comune come la caffeina. La maggior parte di esse producono assuefazione psichica e alterazioni fisiologiche, a lungo termine possono indurre sindromi psicotiche e alterazioni del comportamento.
Alcune di queste sostanze sono utilizzate come psicofarmaci e vengono denominate psicostimolanti o psicotonici o psicoanalettici.
Alcuni stimolanti sono classificati come stupefacente o sostanza psicotropa e a seconda delle diverse legislazioni nazionali sono inclusi nelle tabelle delle sostanze sottoposte a precise restrizioni legali per la produzione commercializzazione e consumo.

## Occorrenza in natura
Molti composti stimolanti derivati da vegetali.
| Pianta              | Parte usata   | Composto stimolante              | Stato giuridico |
| ------------------- | ------------- | -------------------------------- | --------------- |
| Coffea arabica      | seme          | caffeina, teobromina, teofillina | legale          |
| Camellia sinensis   | foglia        | caffeina, teobromina, teofillina | legale          |
| Camellia sinensis   | frutta        | caffeina, teobromina, teofillina | legale          |
| Cola acuminata      | noce di cola  | caffeina, teobromina, teofillina | legale          |
| Ilex paraguariensis | foglia        | caffeina, teobromina, teofillina | legale          |
| Ilex guayusa        | foglia        | caffeina                         | legale          |
| Panax ginseng       | radice        | steroide                         | legale          |
| Lepidium meyenii    | radice        | macamidi, macaeni                | legale          |
| Nicotiana tabacum   | foglia        | nicotina                         | regolamentato   |
| Areca catechu       | noce di areca | arecolina                        | legale          |
| Areca catechu       | foglia        | chavibetol, chavicol, cadinene   | legale          |
| Theobroma cacao     | seme          | chavibetol, chavicol, cadinene   | legale          |
| Catha edulis        | foglia        | catinone, catina                 | stupefacente    |
| Erythroxylum coca   | foglia        | cocaina, ecgonina                | stupefacente    |
| Ephedra             | pianta intera | efedrina, pseudoefedrina         | legale          |
| Eleuterococco       | pianta intera | β-sitosterolo, eleuteroside      | legale          |

## Utilizzo

### Medico
Come principio attivo di farmaci gli stimolanti possono avere vari utilizzi medici. Gli stimolanti sono stati usati in medicina per molte condizioni tra cui obesità, disturbi del sonno, disturbi dell'umore, disturbi del controllo degli impulsi, asma, congestione nasale e, nel caso della cocaina, come anestetici locali.
La cocaina, inizialmente utilizzata come anestetico locale per le operazioni a naso, bocca e gola, è stata completamente soppiantata da lidocaina, procaina e altre sostanze derivate più sicure.
I farmaci usati per trattare l'obesità sono chiamati anoressizzanti e generalmente includono farmaci che seguono la definizione generale di stimolante, ma a questo gruppo appartengono anche altri farmaci come gli antagonisti dei recettori dei cannabinoidi.
Stimolanti sono usati nella gestione dei disturbi del sonno caratterizzati da sonnolenza diurna eccessiva o narcolessia, e includono stimolanti come modafinil.
Gli stimolanti sono usati nei disturbi del controllo degli impulsi e per il disturbo da deficit di attenzione/iperattività (ADHD);  attualmente solo il metilfenidato è disponibile in Italia come farmaco.
Stimolanti come epinefrina , teofillina e salbutamolo per via orale sono stati usati per trattare l'asma,  la broncopneumopatia cronica ostruttiva (BPCO) e l'apnea notturna. Per queste terapie i farmaci adrenergici per via inalatoria sono ora preferiti a causa dei minori effetti collaterali sistemici.
La pseudoefedrina viene usata per alleviare la congestione nasale o sinusale causata dal comune raffreddore, sinusite, raffreddore da fieno e altre allergie respiratorie; è anche usato per alleviare la congestione dell'orecchio causata da infiammazione o infezione dell'orecchio.

### Non medico
Un gran numero di stimolanti sono utilizzati non a fini medicali. L'anfetamina, l'MDMA (ecstasy) e la metanfetamina ( crystal meth ) sono usate a scopi di piacere e ricreativo. Prodotti come caffè, tè e tabacco contengono stimolanti e sono ampiamente consumati .

## Pericoli
Alcuni stimolanti aumentano la concentrazione di alcuni neurotrasmettitori coinvolti nella sensazione di piacere. Possono quindi indurre nel consumatore una forte sensazione di euforia e/o benessere , e portarlo ad una dipendenza.
L'esempio più noto di dipendenza da uno stimolante è quello del fumo , quindi dipendenza da nicotina, ma possiamo citare anche dipendenza da cocaina e dipendenza da anfetamine . Allo stesso modo, i sintomi di astinenza possono manifestarsi dopo aver interrotto improvvisamente alcuni antidepressivi, il che comporta una qualche forma di dipendenza precedente.
La velocità di insorgenza della dipendenza e la sua intensità, come con qualsiasi altra droga che crea dipendenza , dipende da molti fattori:
- la natura dello stimolante;
- frequenza dei consumi;
- la quantità delle dosi consumate;
- la via di somministrazione della sostanza: più veloce è l'effetto dello stimolante, maggiore è il rischio di dipendenza, perché il cervello associa più direttamente lo stimolante alla sensazione di piacere. Pertanto, l'iniezione endovenosa della sostanza è potenzialmente più avvincente dell'ingestione;
- l'età e la personalità del consumatore,  ecc.;
- predisposizione genetica.

Sovradosaggi di stimolanti possono causare ipertensione, palpitazioni, sudorazione e nausea, a seconda della sostanza. I sintomi psicologici includono eccitazione, aggressività, sicurezza eccessiva e insonnia . Con i derivati della cocaina e dell'anfetamina è possibile l'insorgenza di psicosi.
Alcuni soppressori dell'appetito sono anche stimolanti o hanno strutture chimiche simili.

## Classificazione
Gli stimolanti possono essere classificati come segue:

### Anfetamina e derivati
- Amfetamina
- Anfetaminile
- Lisdexamfetamina
- Metanfetamina
- Efedrina
- Pseudoefedrina
- Fentermina
- Sibutramina
- Fenetillina
- Mesocarbo
- Fenilpropanolamina (Norefedrina)
- Catina (Norpseudoefedrina)

#### Catinone e derivati
- Catinone
- Metcatinone
- Dietilpropione (Amfepramone)
- 4-MEC
- Pirovalerone
- Metilendiossipirovalerone

#### Entactogeni
Questi empatogeni-entactogeni includono derivati dell'anfetamina con un effetto empatico aggiuntivo:
- MDMA (ecstasy)
- MDMC
- MBDB
- MDEA
- MDA
- 4-fluoramfetamina
- 4-metiltioanfetamina
- Mefedrone
- Pentedrone

### Xantine
- Caffeina (contenuta nel caffè)
- Teofillina
- Teobromina

### Piperizina e derivati
- Benzilpiperazina (BZP)
- Metilendiossibenzilpiperazina (MDBP)
- Trifluorometilfenilpiperazina (TFMPP)
- Meta-clorofenilpiperazina (m-CPP)

### Piperidine
- Metilfenidato
- Deossipipradrolo

### Oxazolidinone
- Pemolina

### Benzidrilsulfinili
- Modafinil e Armodafinil
- Adrafinil

### Sostanze varie
- Nicotina (contenuta nel tabacco)
- Cocaina
- Mazindolo
- Ftalimidopropiofenone